# Tranvia Pavia-Sant'Angelo Lodigiano
La tranvia Pavia-Sant'Angelo Lodigiano era una linea interurbana a vapore, che fu in esercizio dal 1884 al 1934.

## Storia

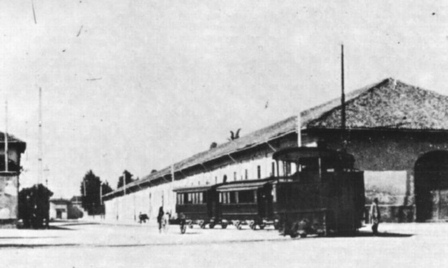
Pavia, tram in viale Undici Febbraio

Sin dai primi anni del Regno d'Italia furono presentati progetti per congiungere Pavia a Brescia con una ferrovia passante per Lodi e Crema.
Tali progetti non si concretizzarono mai, perché l'itinerario ferroviario venne realizzato dalla SFM passando per Cremona. L'itinerario fu infine realizzato sotto forma di tranvia a vapore, percorrente la sede stradale di quella che in seguito sarebbe diventata la Strada statale 235 di Orzinuovi.
La tratta Pavia-Sant'Angelo Lodigiano, inaugurata il 30 luglio 1884, fu concessa alla Société des Tramways et Chemins de fer economiques de la Haute Italie, che già gestiva la Milano-Pavia. Dopo pochi anni, la compagnia belga cedette l'esercizio delle due linee alla Società Anonima Ferrovie del Ticino (SFT).
L'importanza della Pavia-Sant'Angelo iniziò a scemare nel 1918, quando per lo scarso traffico venne chiusa la Sant'Angelo-Lodi, troncando così l'itinerario da Pavia a Lodi e oltre. Nel 1931, chiuse anche la linea per Melegnano: la linea da Pavia rimase l'unica a raggiungere Sant'Angelo.
Negli stessi anni, anche la SFT stava dismettendo gradualmente la propria rete tranviaria, che si estendeva nelle province di Novara e Vercelli. Così, la Pavia-Sant'Angelo e la Milano-Pavia, uniche rimaste in esercizio, vennero cedute nel 1933 alla MMC, che già gestiva la linea Milano-Magenta con diramazione per Castano Primo.
La nuova società soppresse la linea solo dopo un anno.

## Caratteristiche
| Unknown route-map component "uexKBHFa" |

| Unknown route-map component "uexBHF" |

| Unknown route-map component "d" | Unknown route-map component "CONTgq" | Unknown route-map component "uxmKRZo" | Unknown route-map component "CONTfq" | Unknown route-map component "d" |

| Unknown route-map component "d" |  | Unknown route-map component "uexABZgl" | Unknown route-map component "uexCONTfq" | Unknown route-map component "d" |

| Unknown route-map component "uexBHF" |

| Unknown route-map component "uexHST" |

| Unknown route-map component "uexBHF" |

| Unknown route-map component "uexBHF" |

| Unknown route-map component "uexBHF" |

| Unknown route-map component "uexHST" |

| Unknown route-map component "uexBHF" |

| Unknown route-map component "uexBHF" |

| Unknown route-map component "uexKBHFe" |

Esercita con trazione a vapore, la linea era armata con rotaie a scartamento 1445 mm come le altre infrastrutture analoghe nella zona.

### Percorso
La linea aveva inizio nella stazione pavese posta in piazza Petrarca, comune alla linea per Milano.
Dopo aver costeggiato per un breve tratto il Naviglio Pavese, percorreva la strada provinciale per Lodi, per giungere infine a Sant'Angelo Lodigiano.
La stazione terminale era posta a una certa distanza dai capilinea delle linee per Lodi e per Melegnano, e non era raccordata con esse.